# Dhami (Népal)
Dhami (en népalais : कागबेनी) est un comité de développement villageois du Népal situé dans la zone de Dhawalagiri dans le district de Mustang. Au recensement de 2011, il comptait 611 habitants.
Ce comité de développement villageois est constitué des villages suivants :
- Akiama (3 540 m) ;
- Chhunggar (3 725 m) ;
- Chungsi (3 940 m) ;
- Dhakmar (3 786 m) ;
- Ghami (3 590 m) ;
- Ghiling (3 500 m) ;
- Jhainte (3 820 m)) ;
- Sangboche (3 780 m) ;
- Tama Gaun (3 675 m) ;
- Yamda (3 870 m).

## Culture et tourisme
Le trek du Haut Mustang qui relie Jomosom à Lo Mantang, ancienne capitale du Royaume de Lo, traverse cette région. Les villages de Sangboche, Ghiling, Ghami, et Dhakmar sont des étapes classiques de ce trek.

### Sangboche (3 780m)
Sangboche (aussi appelé Shyangmochen) est un petit village étape sur la piste menant à Lo Mantang situé entre Samar et Ghiling. L'attraction touristique principale est la grotte de Ranchung (aussi appelée grotte de Chungsi), une grotte sacrée où la nature a sculpté un immense chorten dans la roche située au fond d'un canyon à une heure de marche environ du village. Guru Rimpoche médita dans cette grotte au VIIIe siècle.

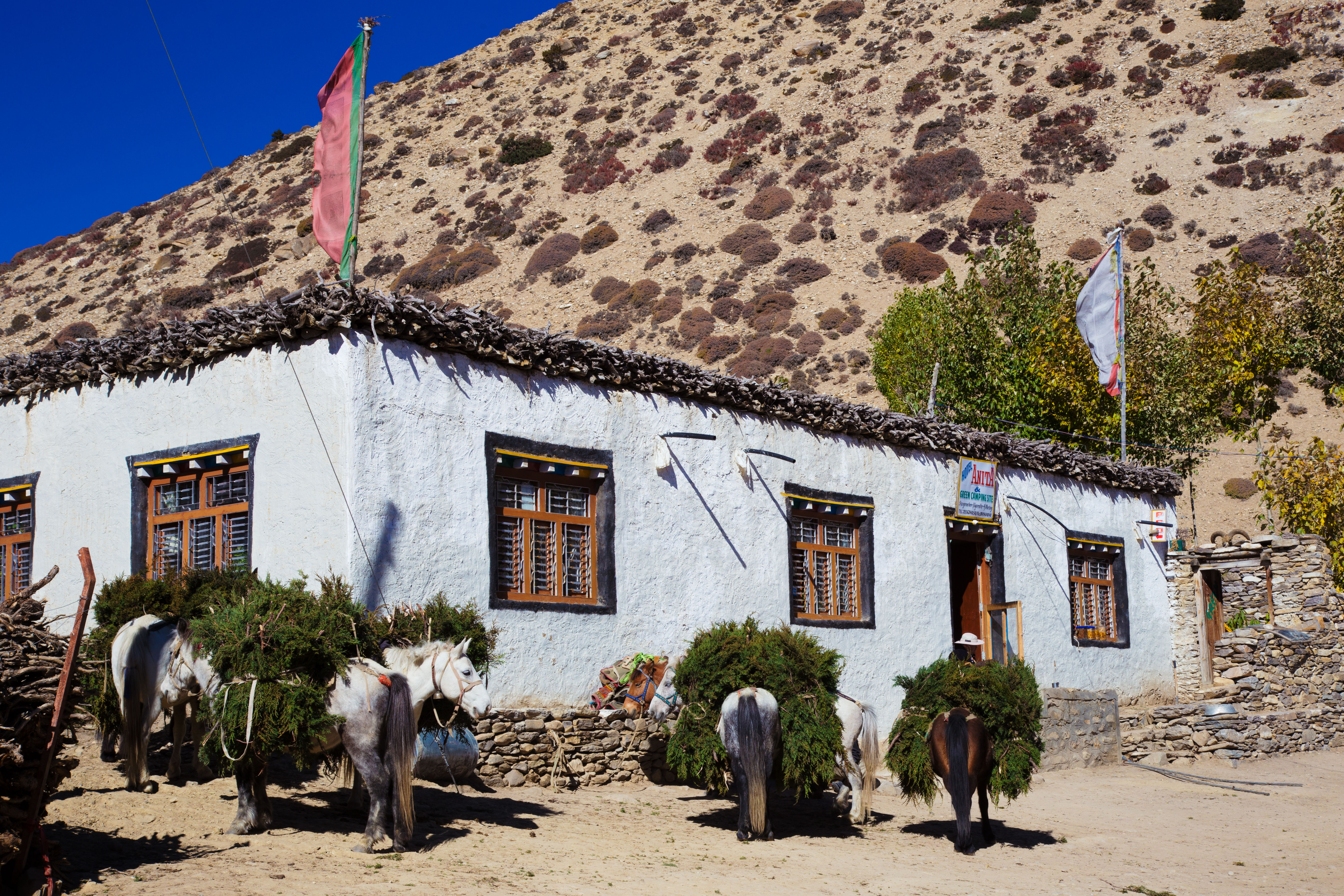
Auberge d'étape à Sangboche.
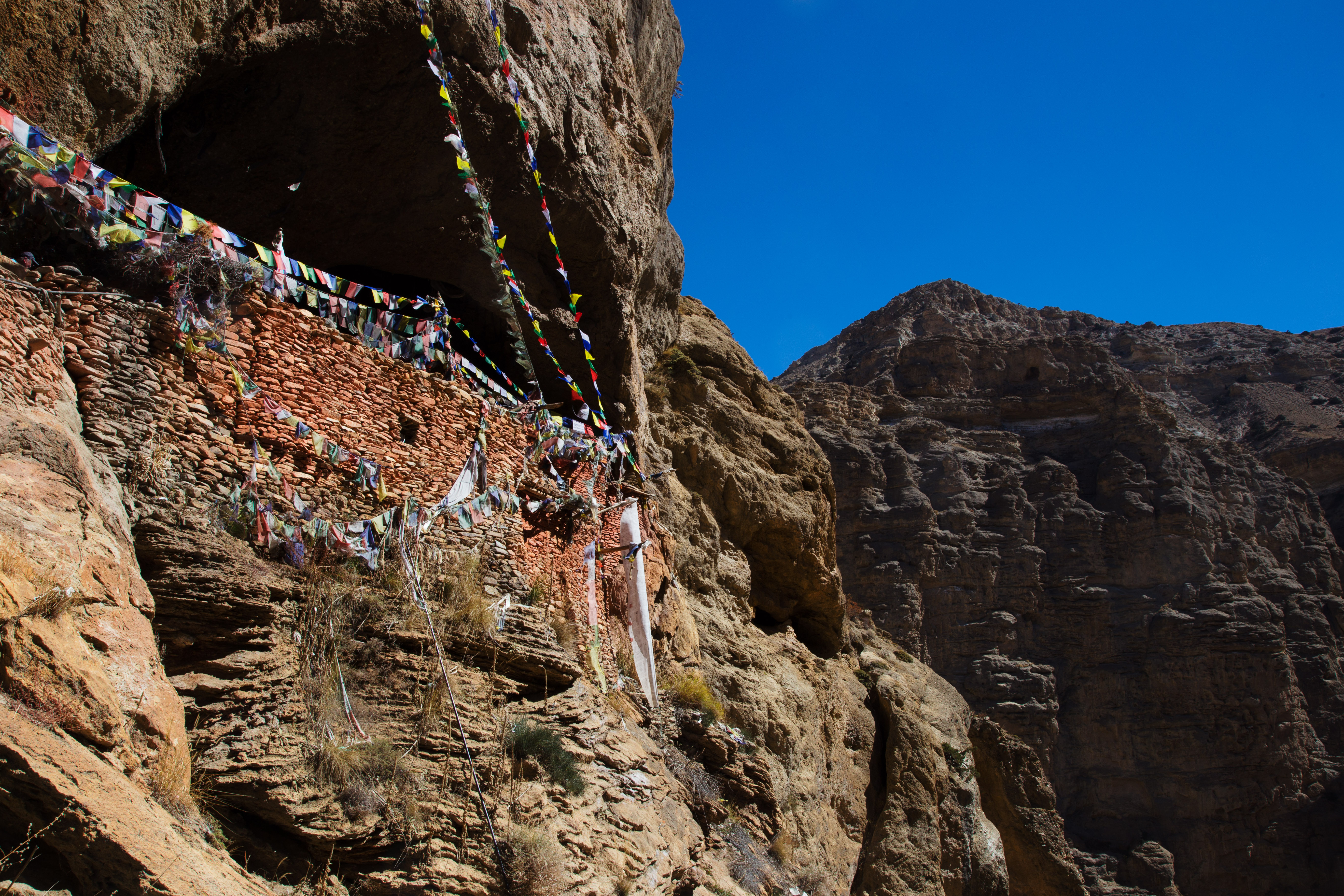
La grotte de Ranchung.
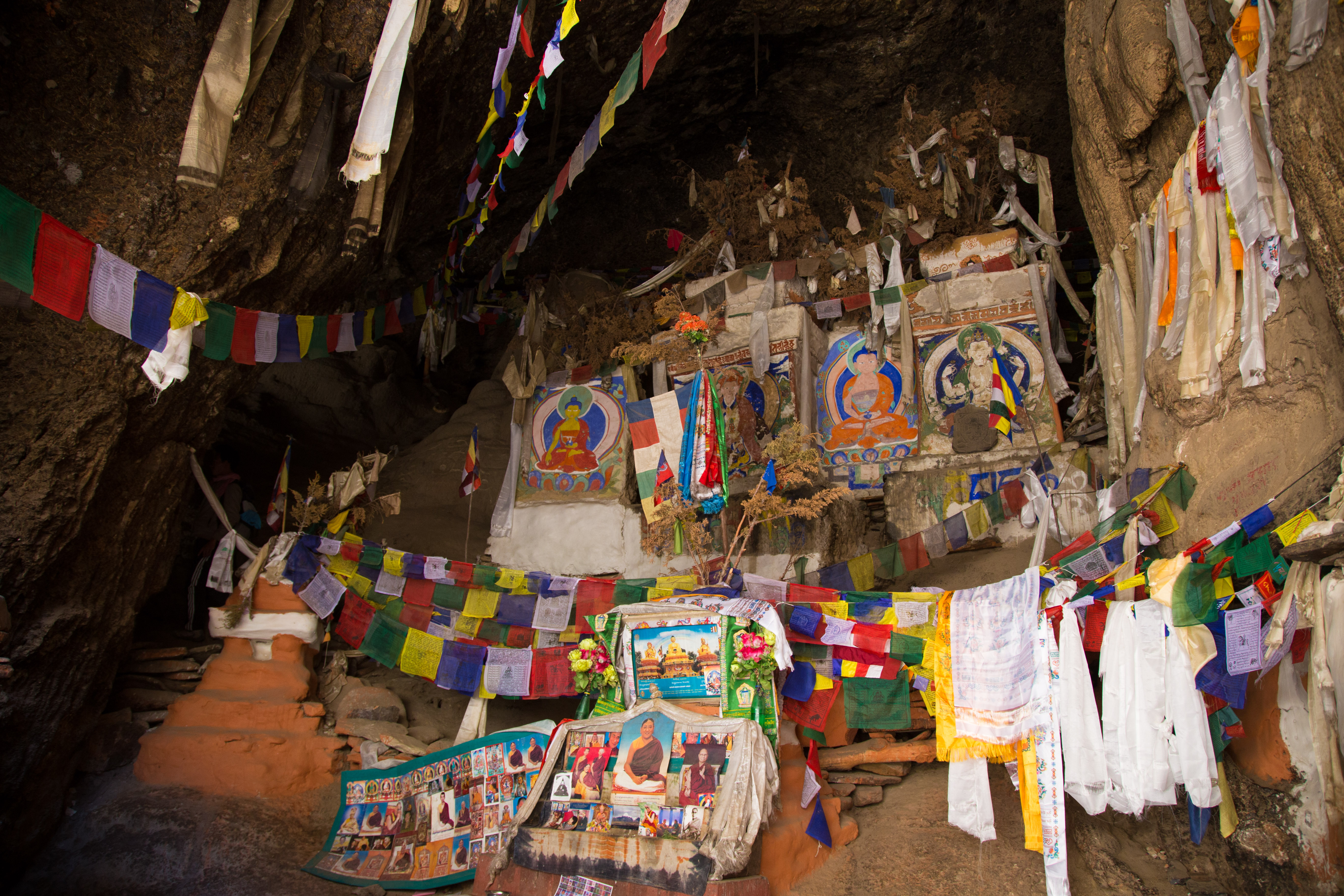
Intérieur de la grotte.

### Ghiling (3 500m)
Ghiling (aussi appelé Geling) est le dernier village avant l'entrée dans l'ancien Royaume de Lo au col de Nyi La à environ deux heures de marche. Contrairement à la plupart des villages au Mustang, les maisons sont disposées de manière plutôt espacée. Deux monastères et plusieurs chörtens sont construits sur une colline dominant le village ainsi que les ruines d'un ancien fort. De nombreux champs en terrasse méticuleusement irrigués et plantés de pommiers et de peupliers s'étalent devant le village.

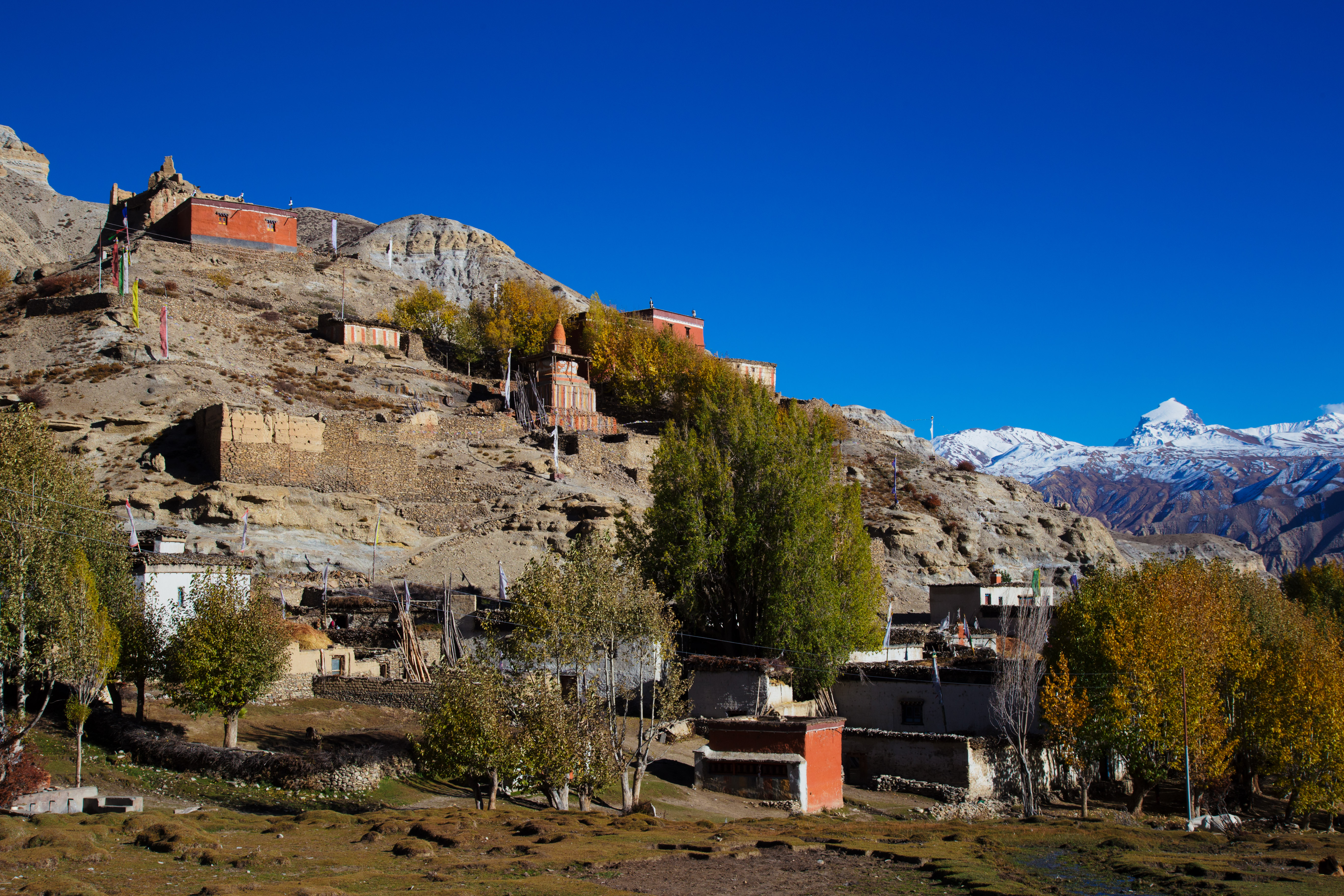
Les monastères de Ghiling.
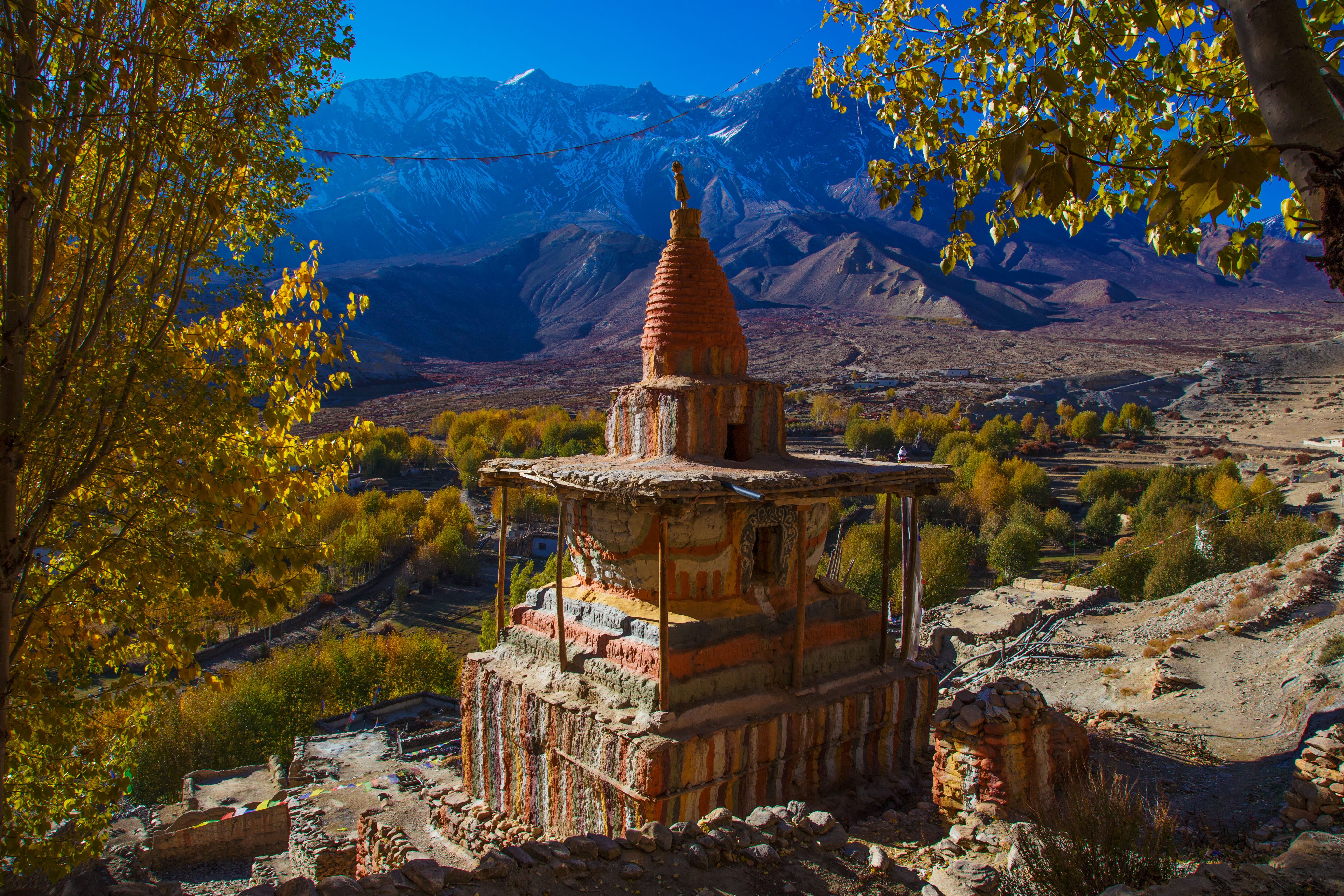
Chörten sur la colline dominant Ghiling.
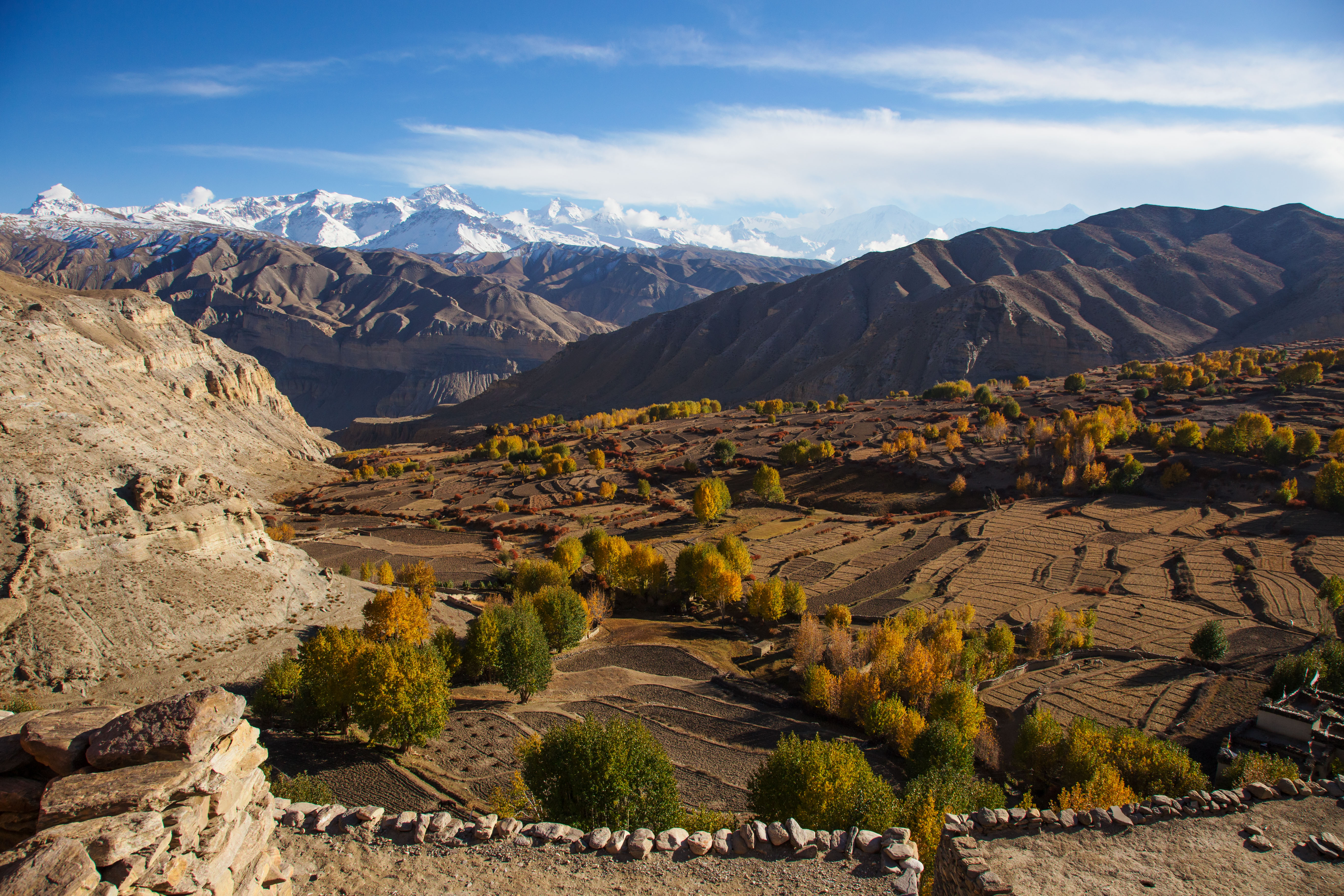
Les champs en terrasse de Ghiling.

### Ghami (3 590m)
Ghami (aussi appelé Ghemi) est un grand village, le troisième du Mustang, aux maisons blanchies à la chaux et entouré de nombreux champs. Il est construit au pied de falaises ayant la forme et la couleur de gigantesques dunes de sable, certaines étant recouvertes de rochers jaunes et gris ciselés en cheminées de fée. Un ancien fort en ruines et un monastère datant du XIIIe siècle, « Shedrup Darkeling Gompa », sont les principales attractions touristiques du village.
À l’extérieur de Ghami, de l'autre côté de la gorge de la rivière Ghami Khola, se trouve le plus long mur à prière du Mustang (environ 1 000 mètres) et un petit groupe de chörtens qui, selon la légende, recouvrent respectivement les intestins et des gouttes de sang de Ballmo, une ogresse tuée par Guru Rimpoche au VIIIe siècle lors d’un combat titanesque.

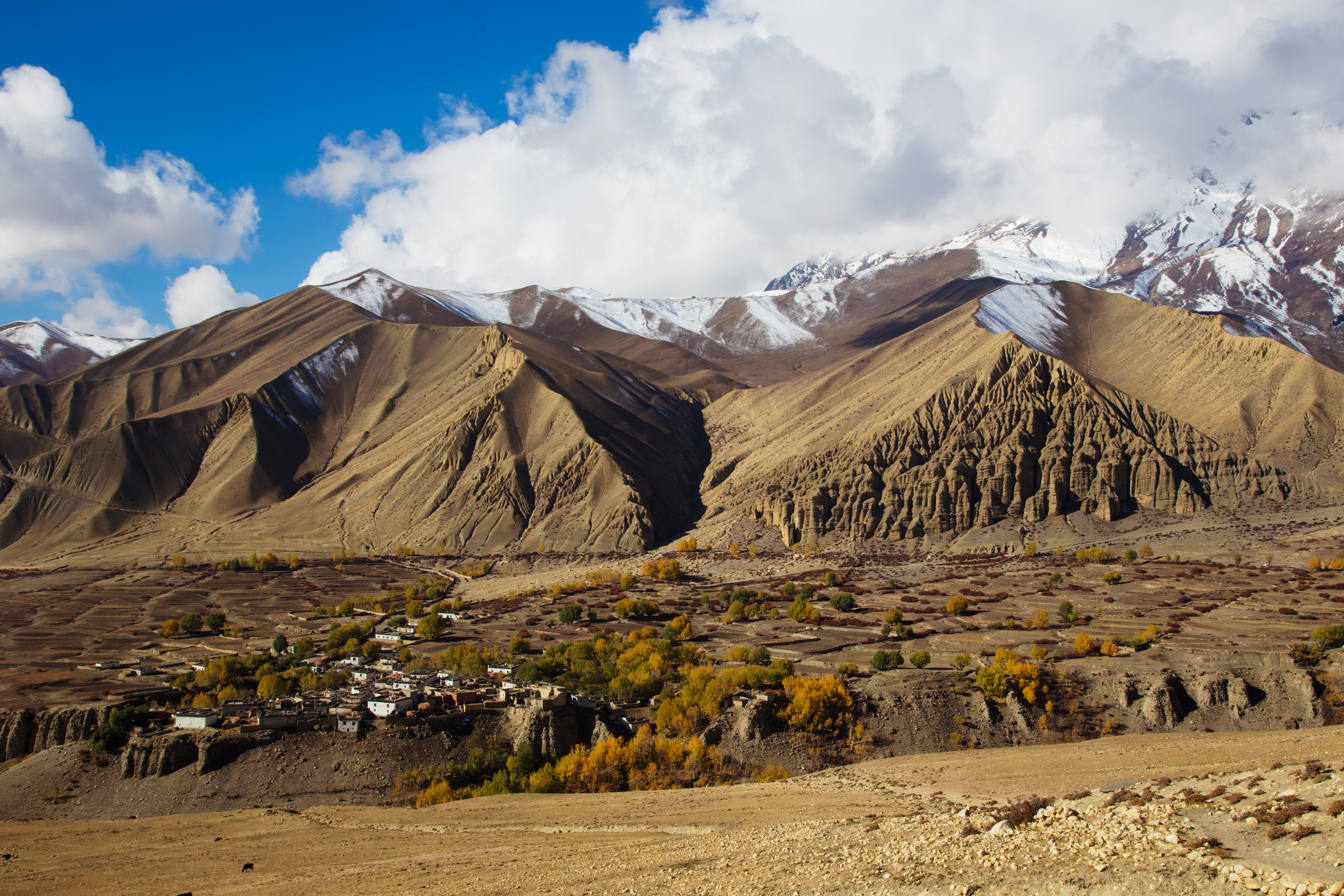
Le village de Ghami.
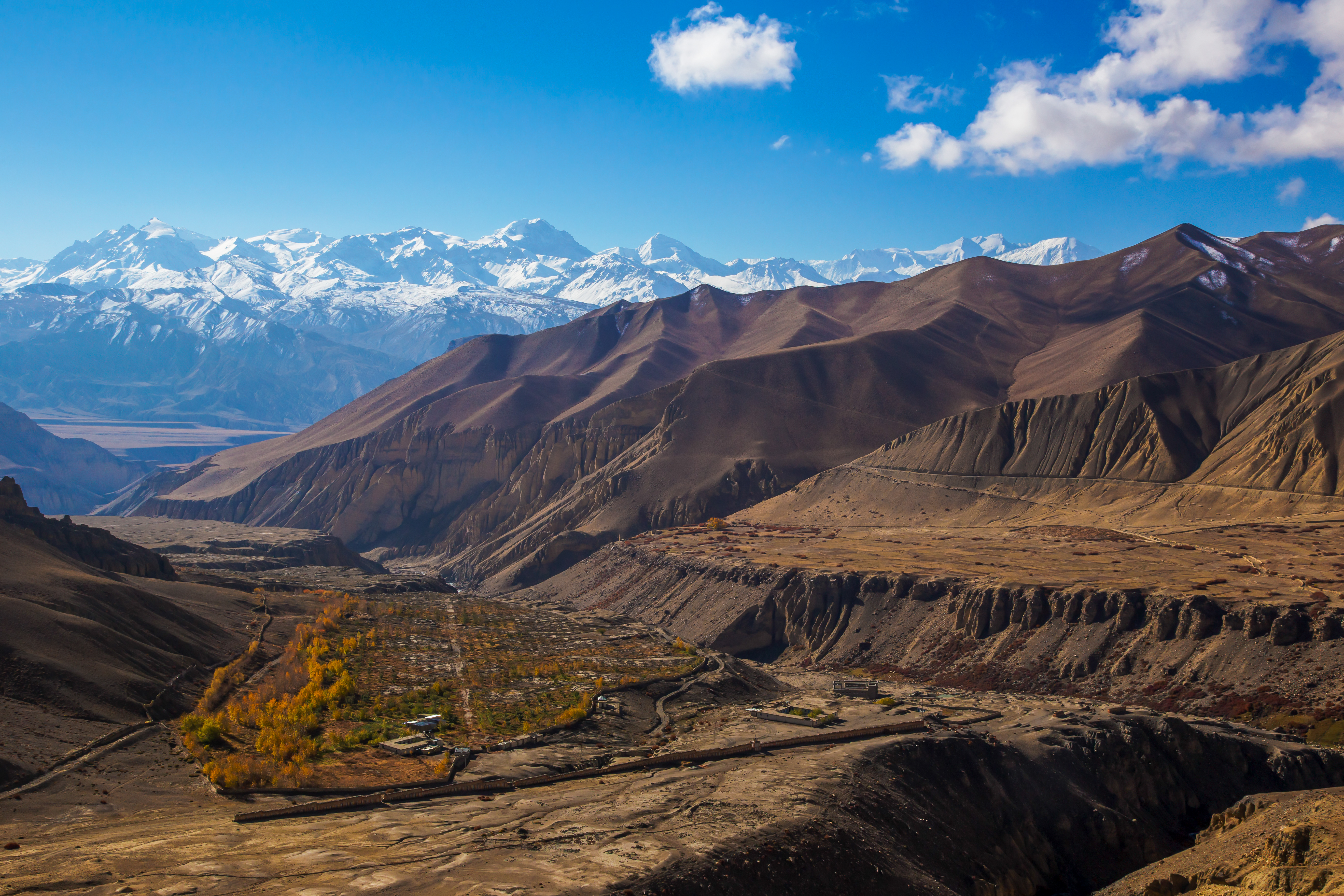
Le mur à prières de Ghami.
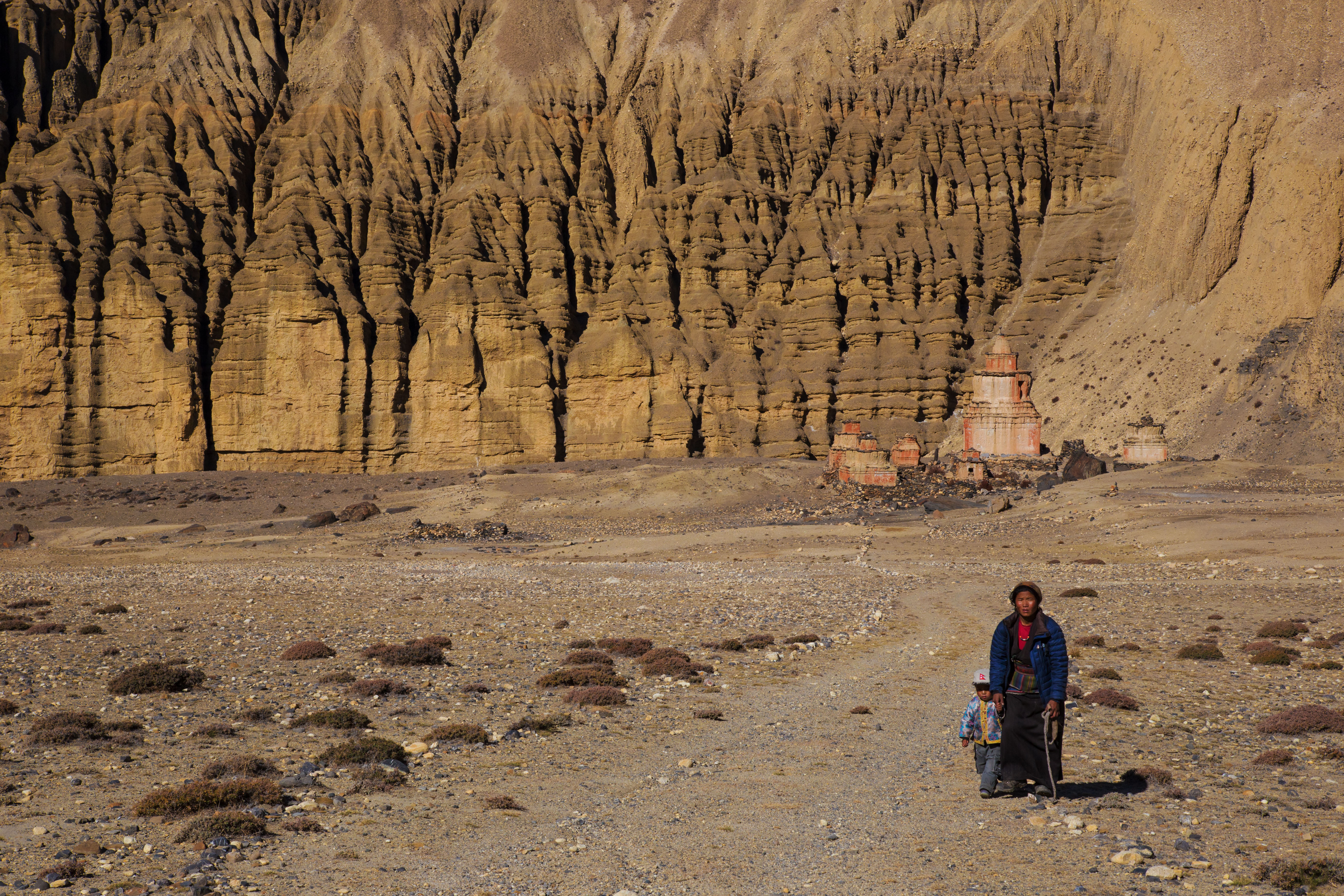
Groupe de chörtens devant des cheminées de fée à la sortie de Ghami.

### Dhakmar (3 786m)
Dhakmar (aussi appelé Drakmar) est un petit village proche de Ghemi construit au pied de monumentales falaises ocre rouge qui forment sans doute l’un des paysages les plus spectaculaires du Mustang. La légende veut que cette couleur rouge provienne des éclaboussures du sang de l'ogresse Ballmo lors de son combat avec Guru Rimpoche au VIIIe siècle. Vers la fin de la vallée on peut apercevoir de nombreuses anciennes habitations troglodytes creusées dans la falaise.

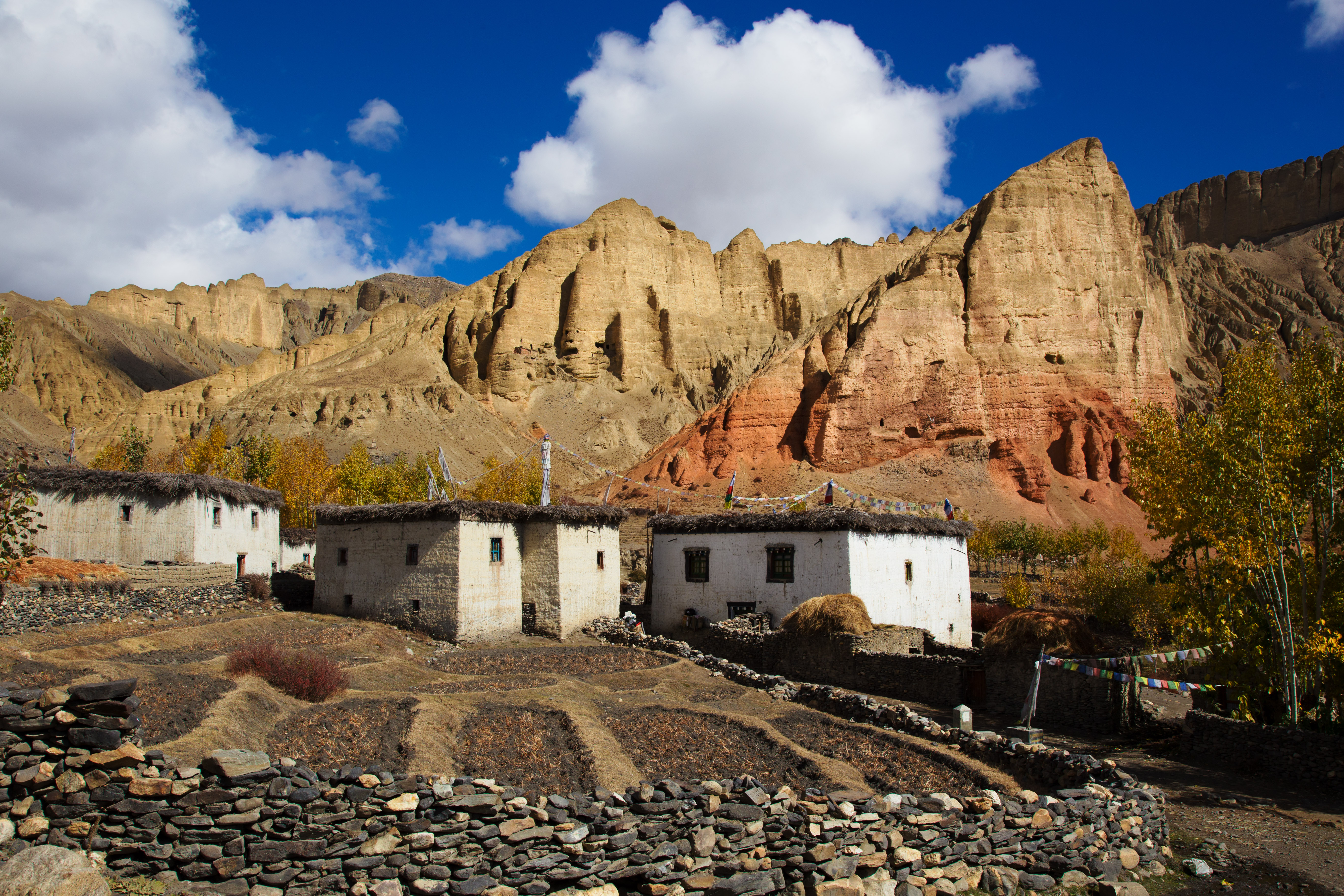
Le village de Dhakmar.
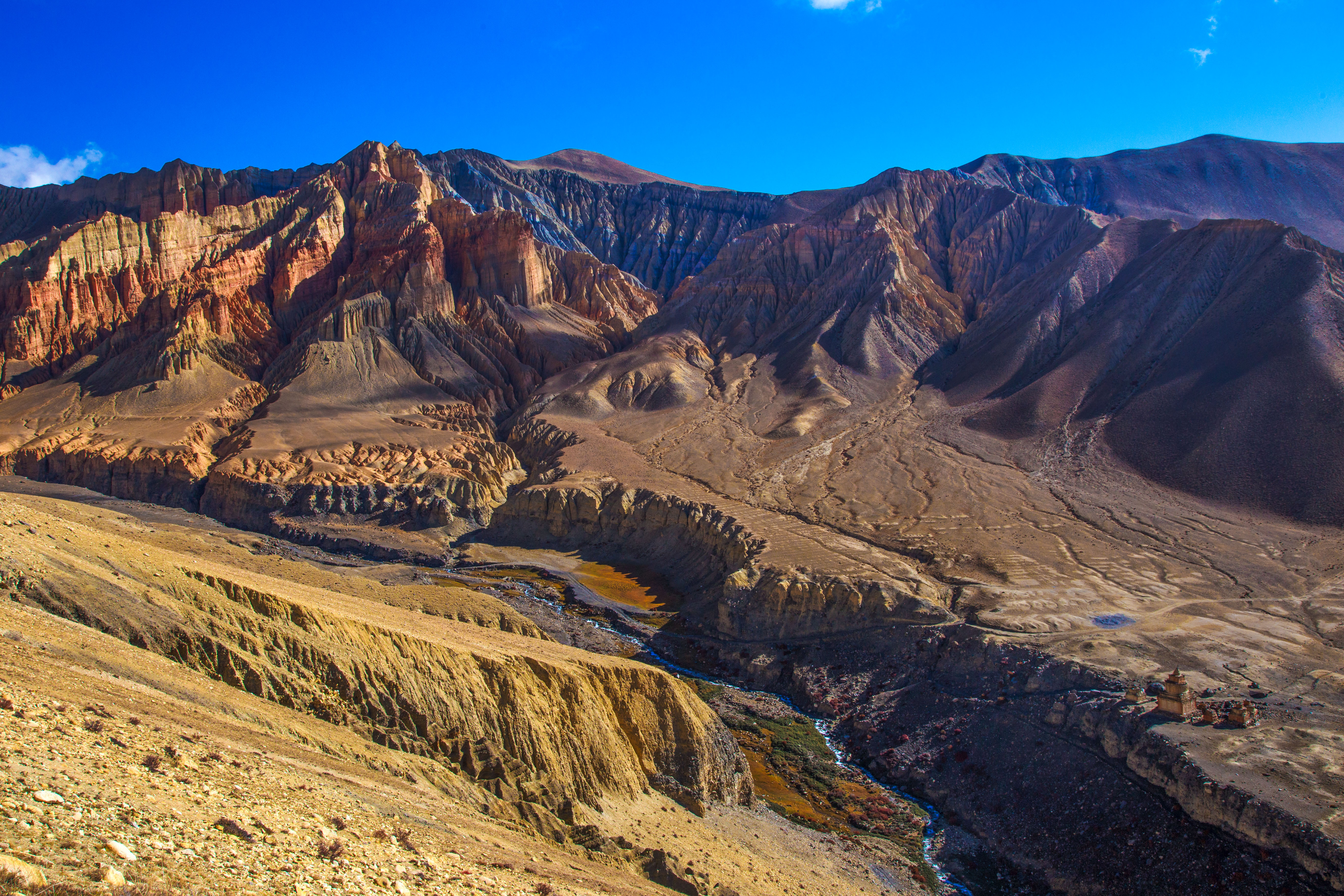
Les falaises rouges de Dhakmar.
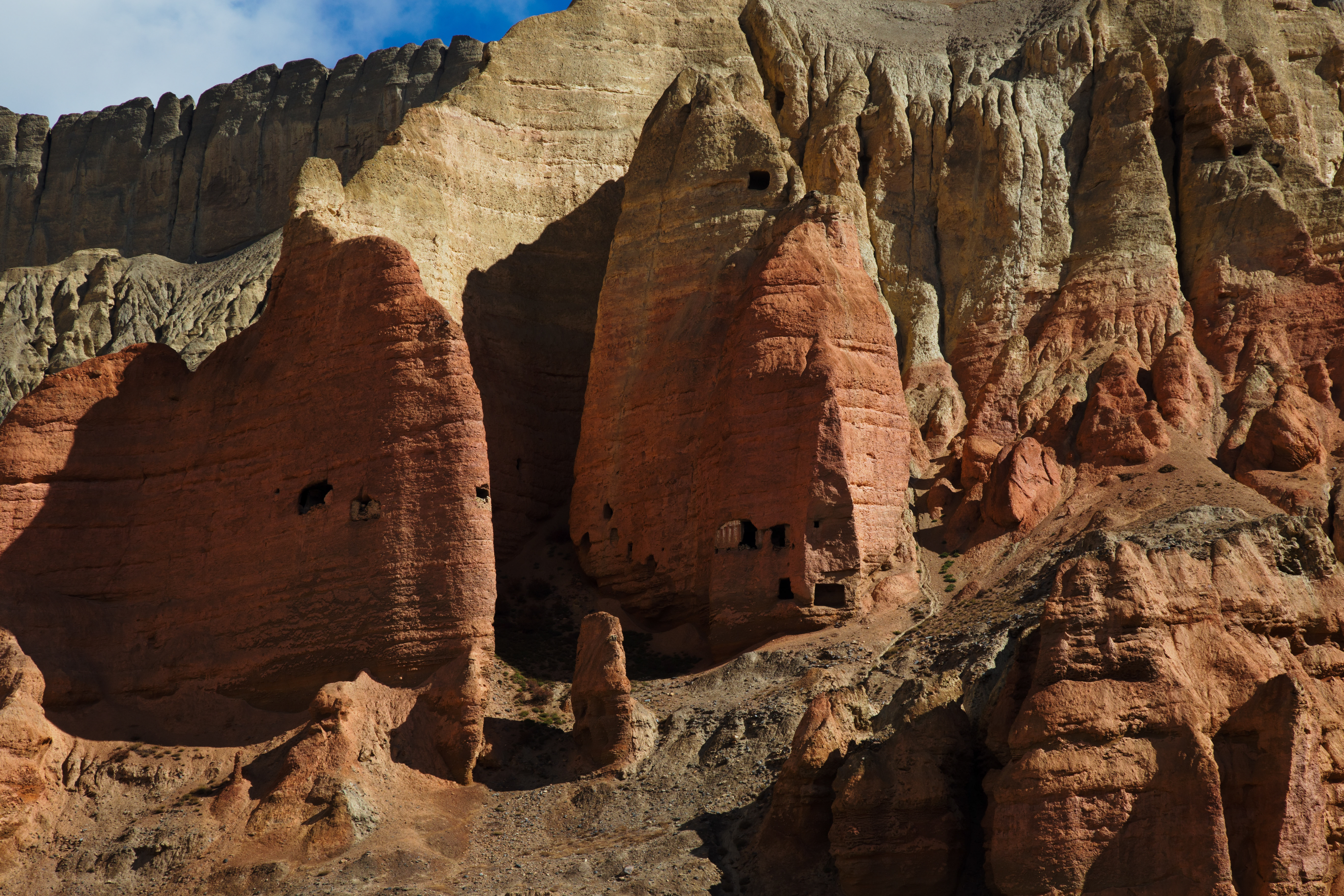
Habitations troglodytes.

Après le village de Dhakmar, le trek du Haut Mustang se poursuit vers Tsarang en passant par le col de Dhakmar La (4 000 mètres).

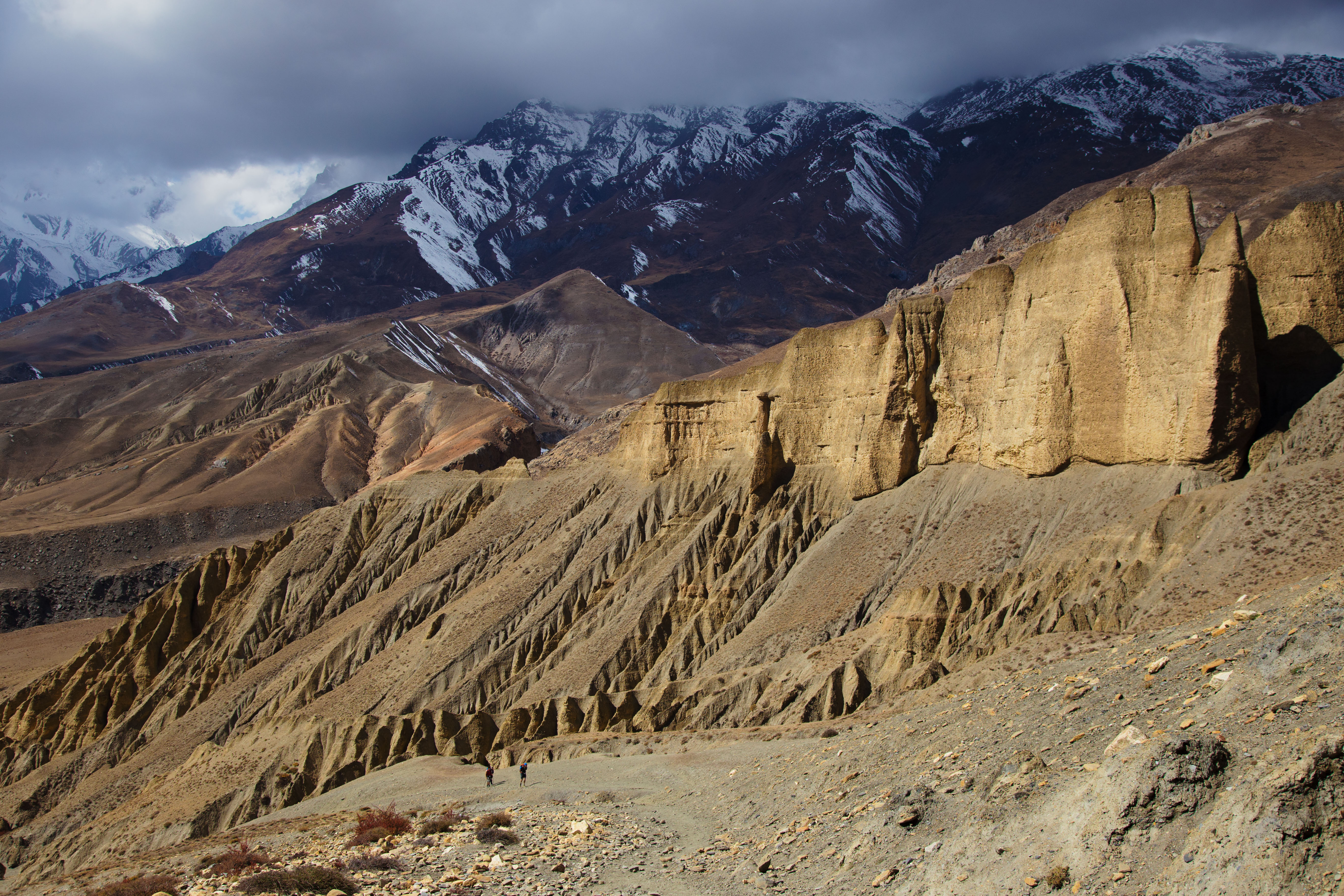
La montée vers le col de Dhakmar La.